# Relazioni bilaterali tra Canada e Regno Unito
Le relazioni bilaterali tra Canada e Regno Unito sono le relazioni tra il Canada e il Regno Unito di Gran Bretagna e Irlanda del Nord, essendo relazioni bilaterali tra i loro governi e relazioni più ampie tra i due paesi, che hanno contatti intimi e spesso cooperativi. Entrambi sono legati dalla migrazione reciproca, attraverso la storia militare condivisa, un sistema di governo condiviso, la lingua inglese, il Commonwealth delle Nazioni e la condivisione di capo di stato e monarca. Nonostante l'eredità condivisa, e le due nazioni si sono allontanate economicamente e politicamente. La Gran Bretagna non è stata il principale partner commerciale del Canada dal XIX secolo. Tuttavia, entrambi condividono un accordo di difesa, la NATO, e spesso svolgono esercitazioni militari, insieme al Canada che ospita la più grande base militare britannica al di fuori del Regno Unito.